# Santuario di San Francesco (Monteluco)
Il santuario di San Francesco o eremo francescano è situato a Monteluco, a 7 chilometri da Spoleto, a 800 metri di altitudine, nei pressi di un antico bosco sacro e di alcune grotte naturali, dislocate nella boscaglia, frequentate da eremiti già in età paleocristiana.

## Storia
Dopo il movimento eremitico sviluppatosi sull'esempio di Isacco, monaco siriano giunto a Spoleto sul finire del V secolo, anche i francescani trovano sul monte il luogo ideale per fondarvi una loro comunità.

### La tradizione
Nonostante le antiche Fonti francescane e le biografie di San Francesco non riportino mai il toponimo Monteluco, secondo una tradizione ormai secolare, ripresa anche dalla moderna storiografia, Francesco di Bernardone, di passaggio a Monteluco nel 1218, ottiene in dono dai benedettini di San Giuliano una piccola cappella dedicata a santa Caterina d'Alessandria; attorno vi costruisce alcune piccole e povere cellette e le abita spesso con i suoi seguaci; fabbricate con rami di lecci, vimini, fango e calcina, costituiscono il primo nucleo del futuro ritiro francescano.

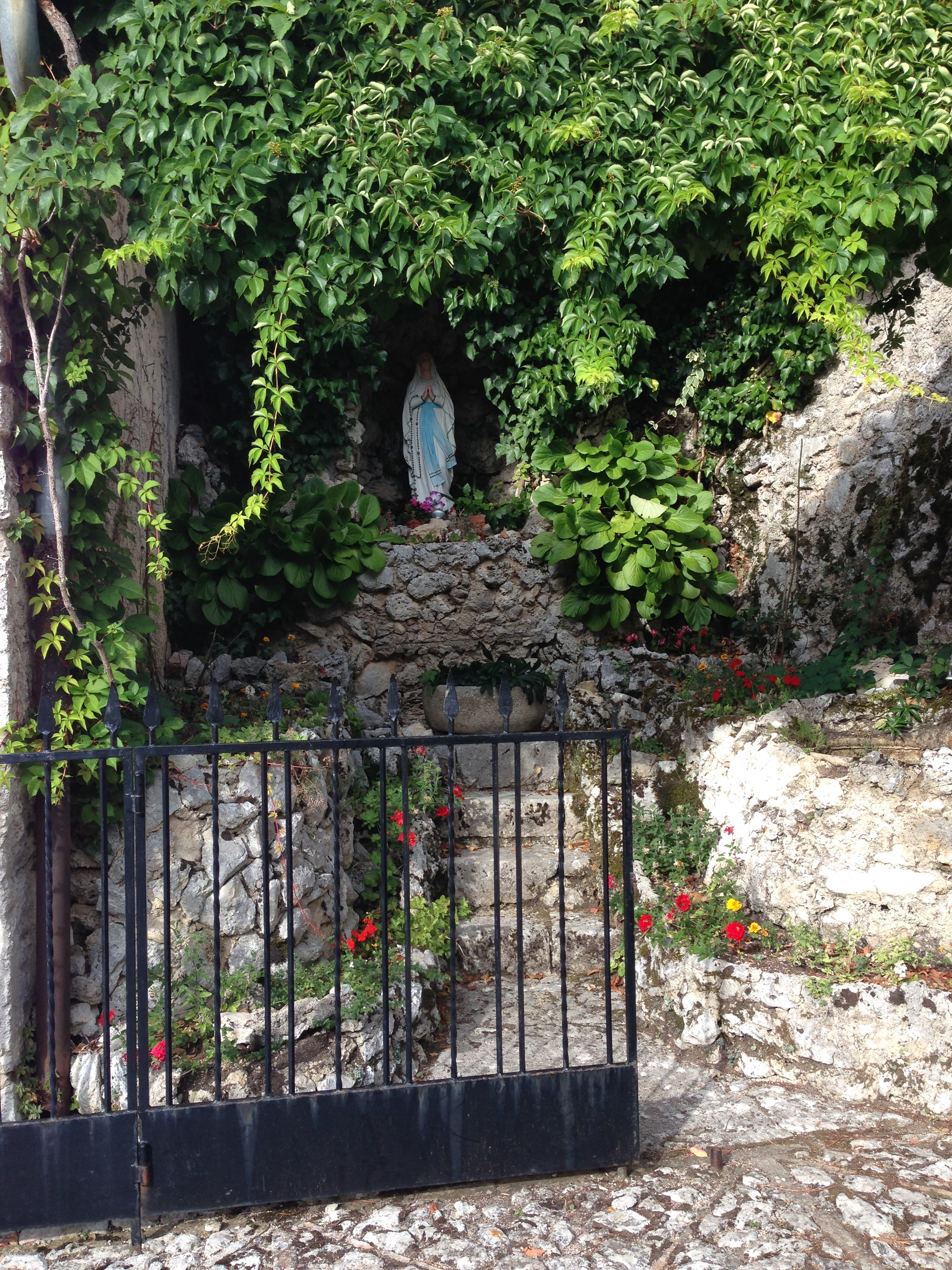
Angolo del cortile dedicato alla Madonna

In assenza di fonti narrative e di tracce archivistiche, l'insediamento della comunità francescana all'eremo del Monteluco nel XIII secolo sembra più sostenuto dalla verosimiglianza delle vicende narrate dalla devota tradizione, che da fatti conosciuti: sicuramente l'eremitismo faceva parte integrante dell'esperienza personale di Francesco, che alternava un'intensa attività apostolica a fasi di raccoglimento in solitudine o con pochi compagni; sicuramente altri insediamenti accertati come La Verna, Greccio, Rivotorto, Le Carceri, si trovano in zone simili, zone di passaggio, al confine tra collina e montagna, tra boschi e pascoli, luoghi dove la scelta eremitica non comportava la rinuncia totale all'apostolato. 
Sembra inoltre che negli anni 1220/1221 Francesco, per gli occupanti dei romitori, abbia messo a punto una regola in aggiunta a quella valida per tutto l'Ordine.

### La comunità francescana
Le prime testimonianze che confermano l'esistenza di una comunità francescana sul monte sono datate 1350, anno in cui Clemente VI concede a fra' Gentile da Spoleto di condurre in quattro eremi, tra cui Monteluco, la regolare osservanza francescana; ognuno di questi conventi può avere dodici Minori.
Ma la congregazione finisce presto e male: giudicato poco incline alla normale disciplina ecclesiastica e troppo disponibile verso gli eretici, frate Gentile viene incarcerato nel 1355 dal cardinale Albornoz e papa Innocenzo VI revoca a tutta la comunità ogni privilegio concesso dal suo predecessore. Scarcerato e riconciliato con l'Ordine, il frate morirà qualche mese dopo a Brogliano, nel 1362.
Ci riprova Paoluccio Trinci: nel 1368 riesce ad ottenere dal Ministro provinciale dell'Umbria di vivere in regime di stretta e rigorosa osservanza della regola francescana nel convento di Brogliano, insieme ad alcuni compagni. Solo due anni dopo la concessione comprende anche il convento di Monteluco e altri nove conventi umbri, concessione approvata poi anche da Gregorio XI nel 1373.
Il cenobio di Monteluco in breve guadagna fama di devozione e santità, e diventa il prediletto fra i ventidue conventi che intanto erano cresciuti nella regola minoritica; in cerca di un devoto raccoglimento, sono frequenti e non brevi le visite di compagni e discepoli. 
Lo stesso Paoluccio Trinci vi trascorre lunghi periodi; qui morirà nel 1391 e il suo corpo, dopo lunghe vicissitudini, verrà solennemente consegnato al convento di Monteluco dall'arcivescovo Riccardo Fontana, in occasione del Giubileo del 2000. 

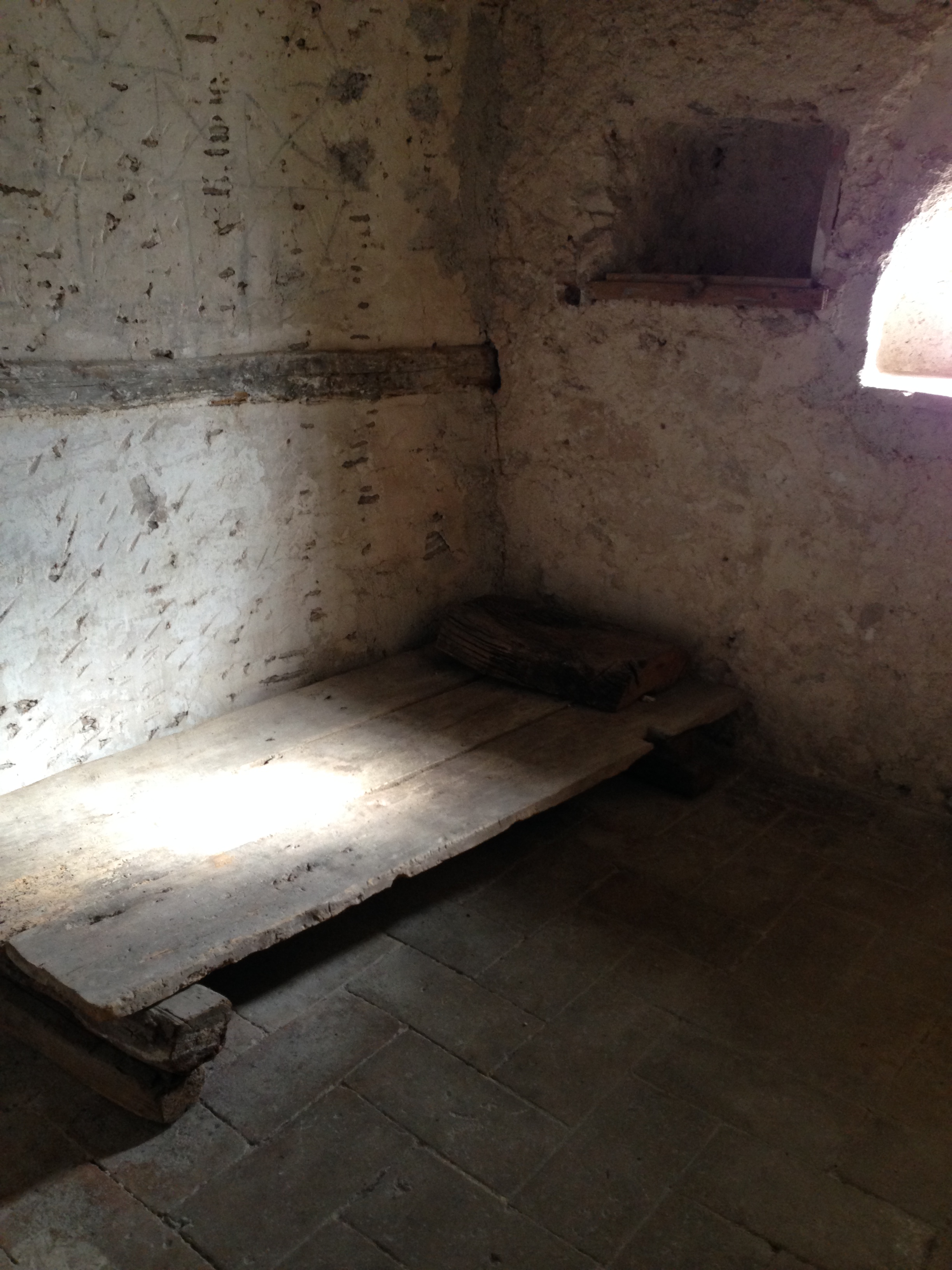
Una delle sette celle

Nel 1556 anche l'artista Michelangelo, più che ottantenne, soggiorna brevemente in questi luoghi per ritemprarsi. Così scrive al Vasari il 18 dicembre 1556: 
(Michelangelo Buonarroti)
Ai primi anni del cinquecento l'ordine minoritico aspira ad un maggiore rigore nell'osservanza della regola. Alcuni dei più austeri religiosi fra i minori osservanti, riuniti sotto la denominazione di "Frati minori riformati", promuovono un importante rinnovamento nella grande famiglia francescana; il convento di Monteluco si conforma a questa nuova ascensione spirituale.

### Ampliamenti
Importanti ampliamenti del convento si devono a san Bernardino Albizzeschi da Siena che arriva a Monteluco nel 1430 a cercare pace e riposo. Fa costruire la chiesetta tuttora annessa, ingrandisce il convento attiguo alle primitive celle, individua e adatta altre celle nel bosco, modesti tempietti addossati agli scogli e nascosti dagli elci, ideali per il raccoglimento in preghiera. 
Nel settecento anche i "padri della Riforma" provvedono ad ingrandire il convento integrando l'opera già precedentemente compiuta da san Bernardino. Con il consenso del comune vengono recintati di mura gli orti e viene ampliata la cinta del convento, fino ad inglobare un tratto di selva contigua. Nel 1853, per ospitare chierici e novizi, viene aumentata la superficie dedicata al dormitorio.

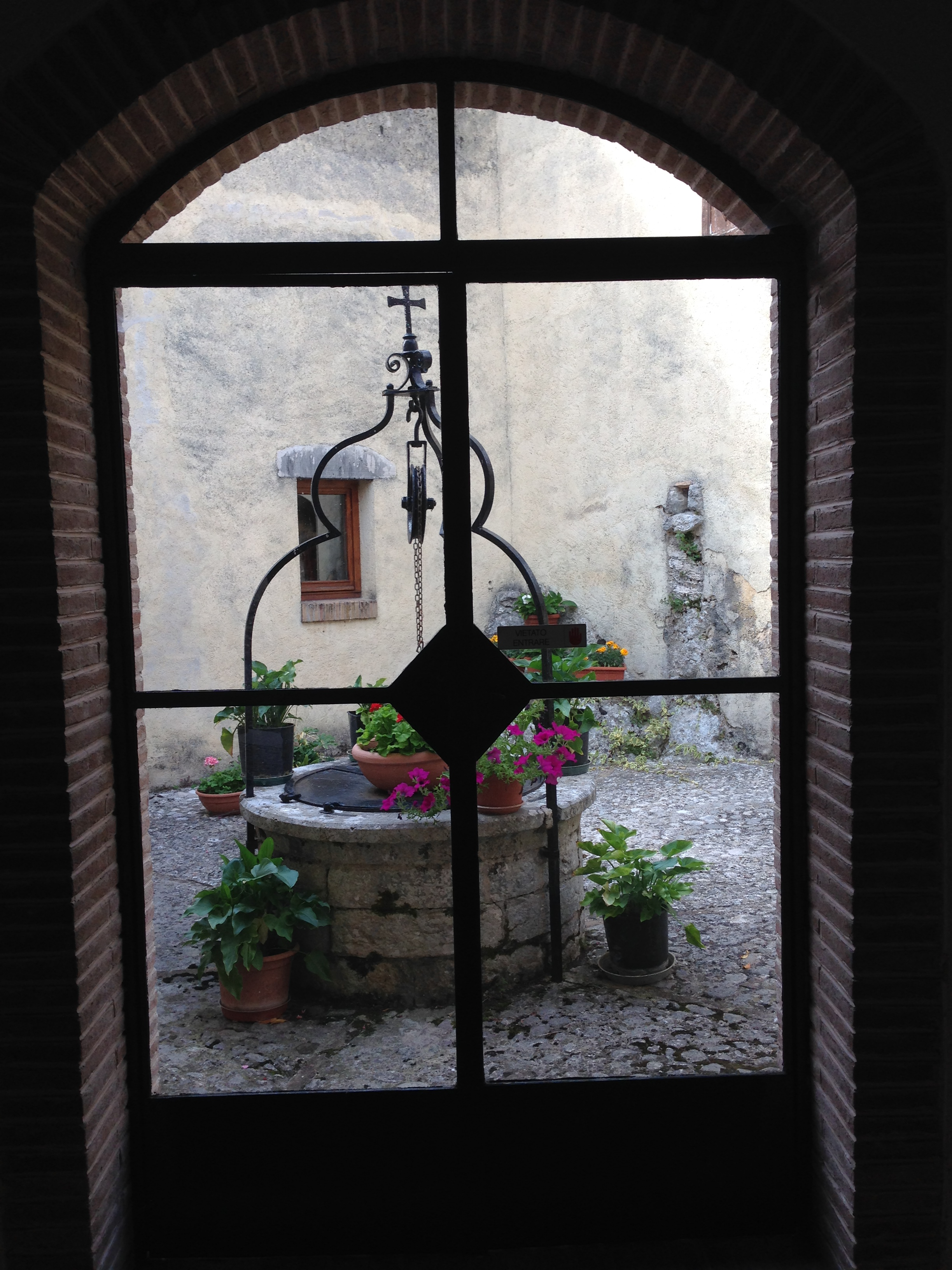
Il pozzo di San Francesco

### Il beato Leopoldo da Gaiche
Il beato Leopoldo da Gaiche, nel 1788, sceglie il convento di Monteluco in quanto luogo modesto e solitario. Il frate intende trasformarlo in ritiro, un luogo dove, grazie all'isolamento e all'assenza di vita mondana, sia possibile ai predicatori riposare e rinnovare le proprie energie. 
Leopoldo scrive le regole per il ritiro, simili a quelle di altre sedi francescane, ma con attenzione particolare alla disciplina conventuale; tenta di ripristinare l'antica austerità del monte e chiede che siano eliminate le troppo frequenti visite di allegre brigate cittadine, in quanto sconvenienti tentazioni.
La popolazione spoletina, che ama frequentare l'amenissimo luogo, insorge contro questo suo proposito, ma nonostante i gravi contrasti, Leopoldo riesce nel suo intento: il giorno 2 novembre 1788 il vescovo Francesco Maria Locatelli inaugura il nuovo regime del convento e Leopoldo ne diviene il primo superiore.
Per alcuni anni la vita scorre tranquilla e serena, ma per effetto della legge 22 fiorile dell'anno VI repubblicano  (1798), sulla soppressione dei conventi, il ritiro viene chiuso diventando proprietà comunale, complici le leggi napoleoniche. Il beato Leopoldo tenta di opporsi agli invasori francesi, ma è costretto ad abbandonare il convento e a dismettere l'abito. Solo nel 1814, dopo la restaurazione, potrà tornare al convento, dove morirà l'anno dopo a 83 anni. Dopo la beatificazione, avvenuta nel 1893, viene deposto nella chiesetta conventuale, sotto l'altare della cappella a lui dedicata.

### Dal XIX secolo
Con l'occupazione napoleonica finisce l'isolamento del santuario e l'accesso torna ad essere aperto a tutti.
Nel 1866 per effetto delle leggi eversive, si scatena un'altra bufera: i frati devono di nuovo abbandonare il convento. Il Comune di Spoleto riesce a contrastare questo provvedimento, ottiene la gestione del convento e lo concede a uso gratuito a quattro padri francescani, con l'obbligo della manutenzione e soprattutto con l'obbligo di impartire l'istruzione elementare ai bambini delle frazioni vicine.
Il santuario è tuttora proprietà del comune. Fino al 1946 è stato sede di noviziato. Dal 1954 è aperto al pubblico per ritiri e incontri di spiritualità. Oltre all'attività pastorale, svolge funzione di Casa di probandato,  accogliendo ogni anno circa 20 giovani che intendono mettere alla prova la loro vocazione, diventare francescani, e poi svolgere l'anno di noviziato ad Assisi.

## Descrizione

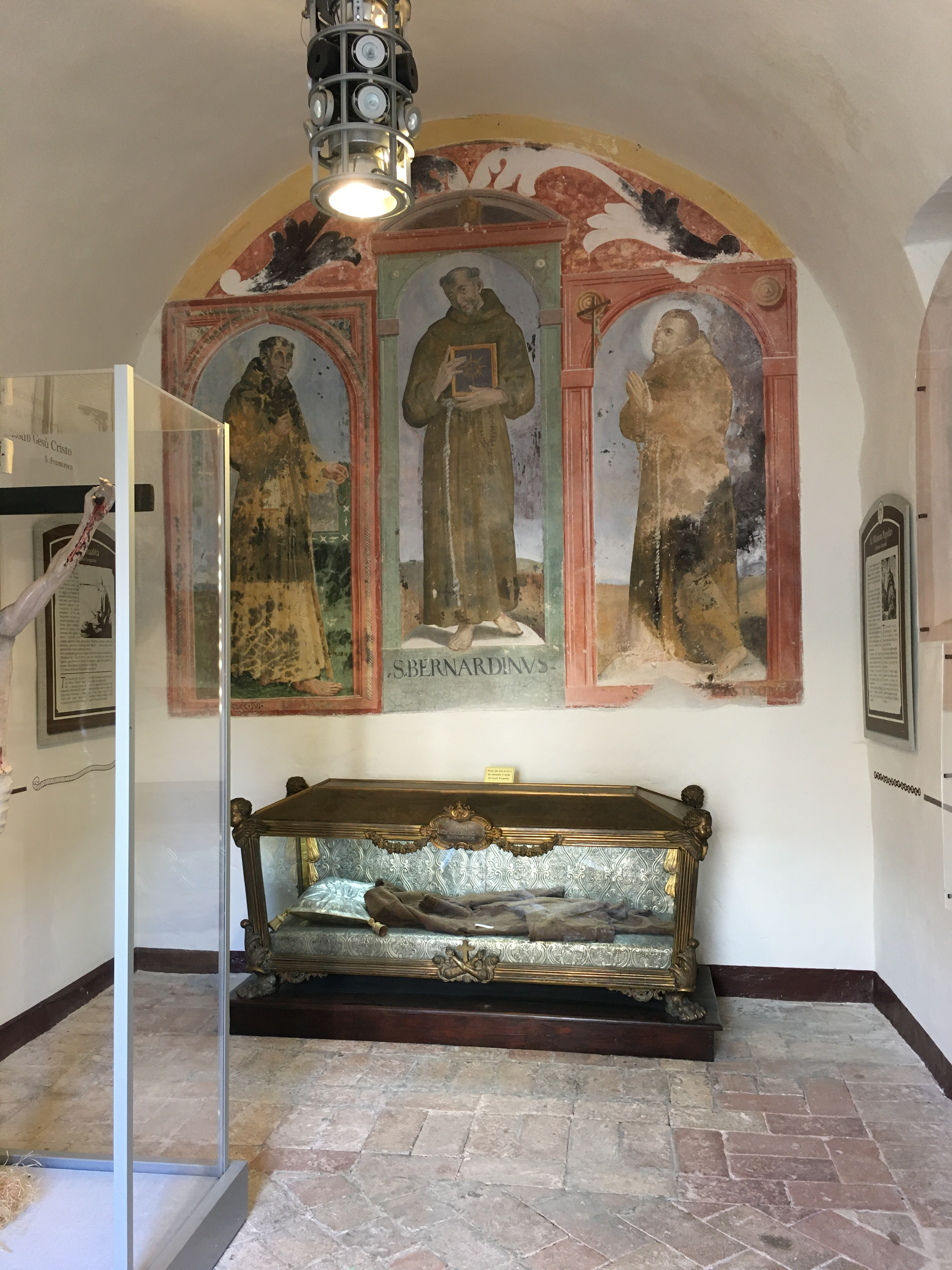
Cappella di San Bernardino. Interno.

Entrando nel piccolo cortile a sinistra:
- la cappella di San Bernardino, è stata eretta nel 1454, dieci anni dopo la morte del santo; nel tempo è stata più volte trasformata.
- l'oratorio di Sant'Antonio da Padova, è stato ricavato dai locali della vecchia legnaia negli anni cinquanta allo scopo di offrire spazio sufficiente ai fedeli della parrocchia durante le funzioni pastorali. Nel 1994 è stato completamente ristrutturato. Altre stanze adiacenti sono la foresteria e il refettorio.

A destra:
- La piccola cinquecentesca chiesa dei SS. Francesco d'Assisi e Caterina d'Alessandria conserva al suo interno alcune opere d'arte: la cappella di destra è dedicata al beato Leopoldo da Gaiche, effigiato nella tela d'altare di Giuseppe Moscatelli; il suo corpo è racchiuso in una cassa trasparente posta sotto l'altare.
Nel muro di sinistra è sepolto il beato Francesco Beccaria da Pavia[16], mentre l'altare è stato costruito nel 1642. L'altare maggiore all'interno della chiesina

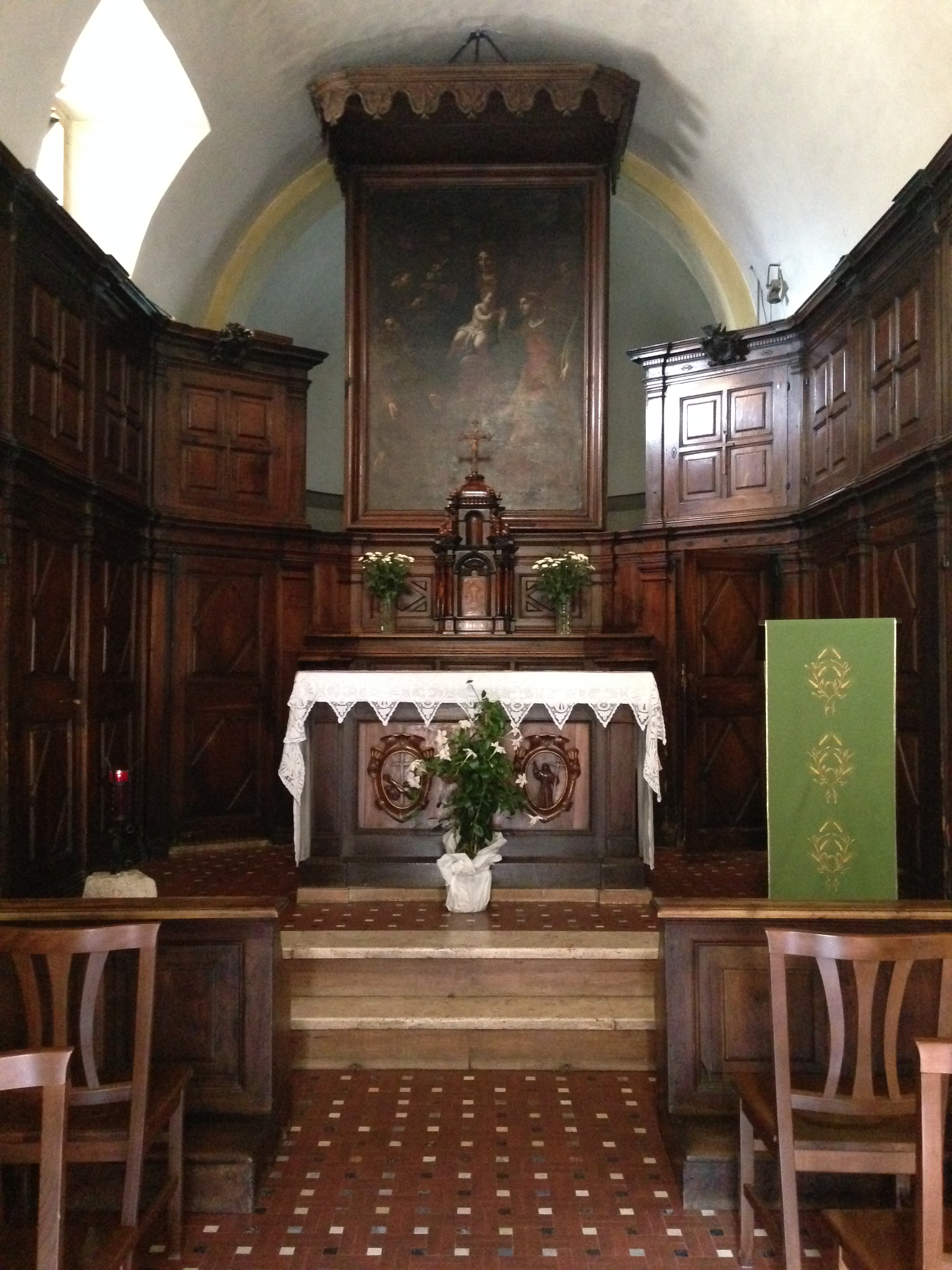
L'altare maggiore all'interno della chiesina

All'altare maggiore si trova la tela raffigurante lo Sposalizio mistico di Santa Caterina d'Alessandria e i Santi Francesco, Antonio di Padova e Giuseppe, di Lazzaro Baldi, donata dallo stesso pittore; l'altare e il tabernacolo intagliati in legni pregiati sono opera di frate Bernardino di Collelungo e risalgono alla fine XVII secolo; dello stesso periodo sono gli armadi di noce di fianco all'altare, fatti eseguire dal patrizio spoletino Francesco Martorelli; custodiscono una collezione di vetri di Murano con reliquie donate dalle famiglie Barberini e Cibo[17]. Nell'abside è collocato un piccolo coro in noce. In alto, ai lati dell'altare, sono una Madonna delle Grazie, tela del seicento di Carlo Dolci[18], e una Decapitazione di Santa Caterina, copia di Ercole Gennari di un'opera del Guercino;

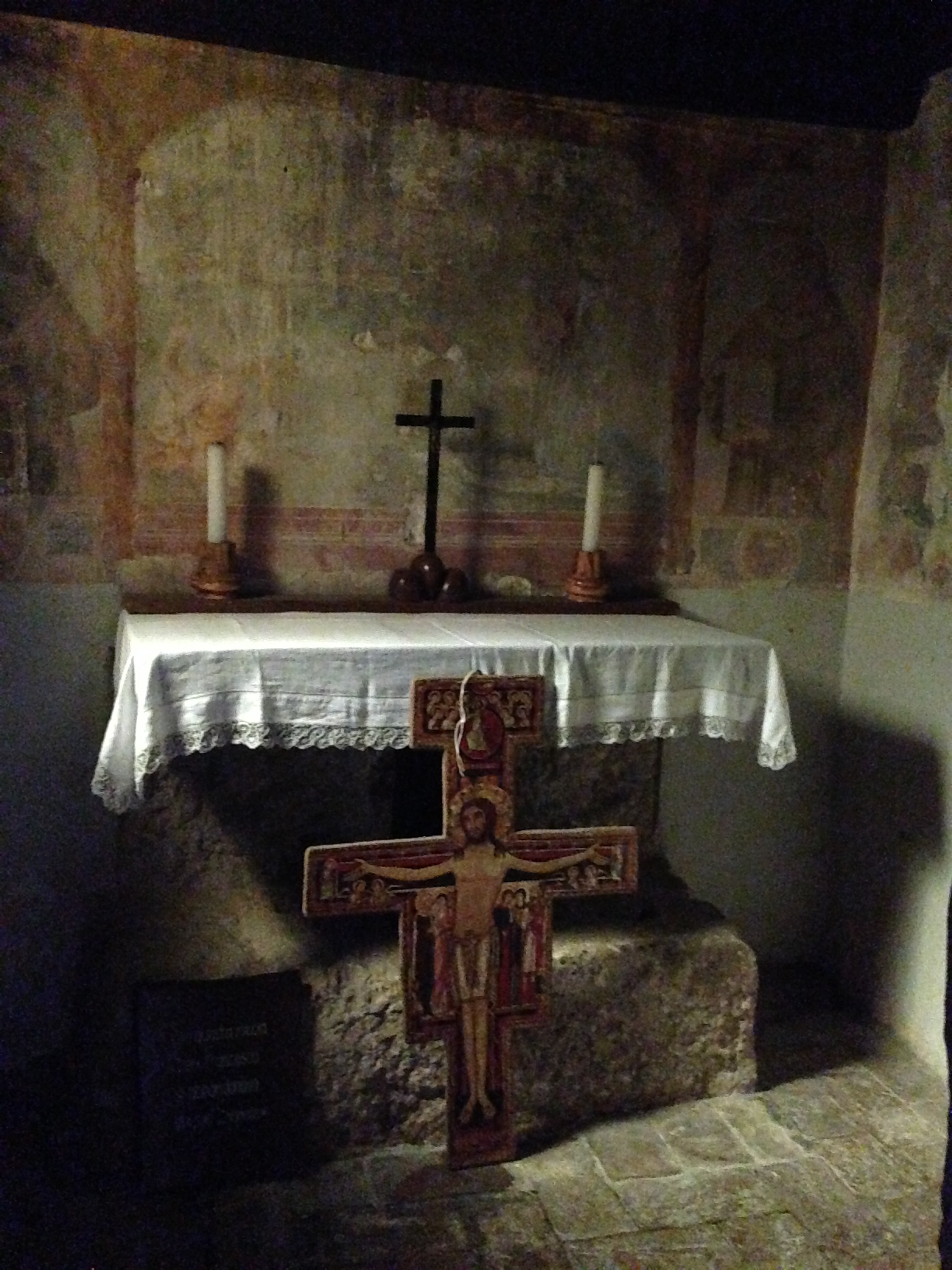
Oratorio di San Francesco

- L'antico oratorio di San Francesco, è situato all'interno del convento; in un'iscrizione del 1673, posta sopra la porta d'ingresso, è presentato come primo sacello di Francesco; di piccole dimensioni, è ornato da un affresco di inizio cinquecento, Natività.
La pietra che sorregge il cippo dell'altare pare sia stata utilizzata dal "poverello d'Assisi" come giaciglio.
- Il Pozzo di San Francesco, situato nel cortile, è il luogo centrale dell'eremo; secondo la tradizione, per trovare l'acqua, il santo indicò di scavare nel punto più alto dell'eremo; tra lo scetticismo dei compagni, che ritenevano il punto inadatto, sora acqua cominciò a sgorgare e tuttora zampilla nel pozzo.
- La meridiana, datata 1414, si erge in un angolo del cortile.
- Le sette piccole celle, superstiti del vecchio dormitorio, sono le stesse, secondo la tradizione, costruite da Francesco e dai suoi compagni. Le misure di ognuna sono 2 metri x 2 x 2; l'ingresso è una porticina di cm. 130 per 40; una piccola finestrella quadrata le illumina; un pagliericcio come letto, uno sgabello e una ribaltina al muro ne esauriscono l'arredo.
- La cappella di Santa Caterina d'Alessandria o Porziuncola di Monteluco, è all'interno della cinta di clausura fra gli ippocastani; antichissimo romitorio, per secoli è stata dedicata alla santa orientale; evoca il movimento eremitico siriano del VI secolo e segna l'inizio dell'eremo francescano.
- L'orto, grande e ben tenuto, è generoso di frutti.

## I santi di Monteluco
Sono circa una ventina, tra quelli canonizzati dalla chiesa e quelli venerati dall'Ordine:
- san Francesco d'Assisi
- sant'Antonio da Padova sembra che abbia qui trovato ospitalità e riposo nel 1221, viaggiando dalla Sicilia ad Assisi per partecipare al cosiddetto Capitolo delle stuoie. A lui è dedicata una delle più belle grotte nel bosco sacro alto. Resti del beato Leopoldo da Gaiche
- beato Egidio d'Assisi

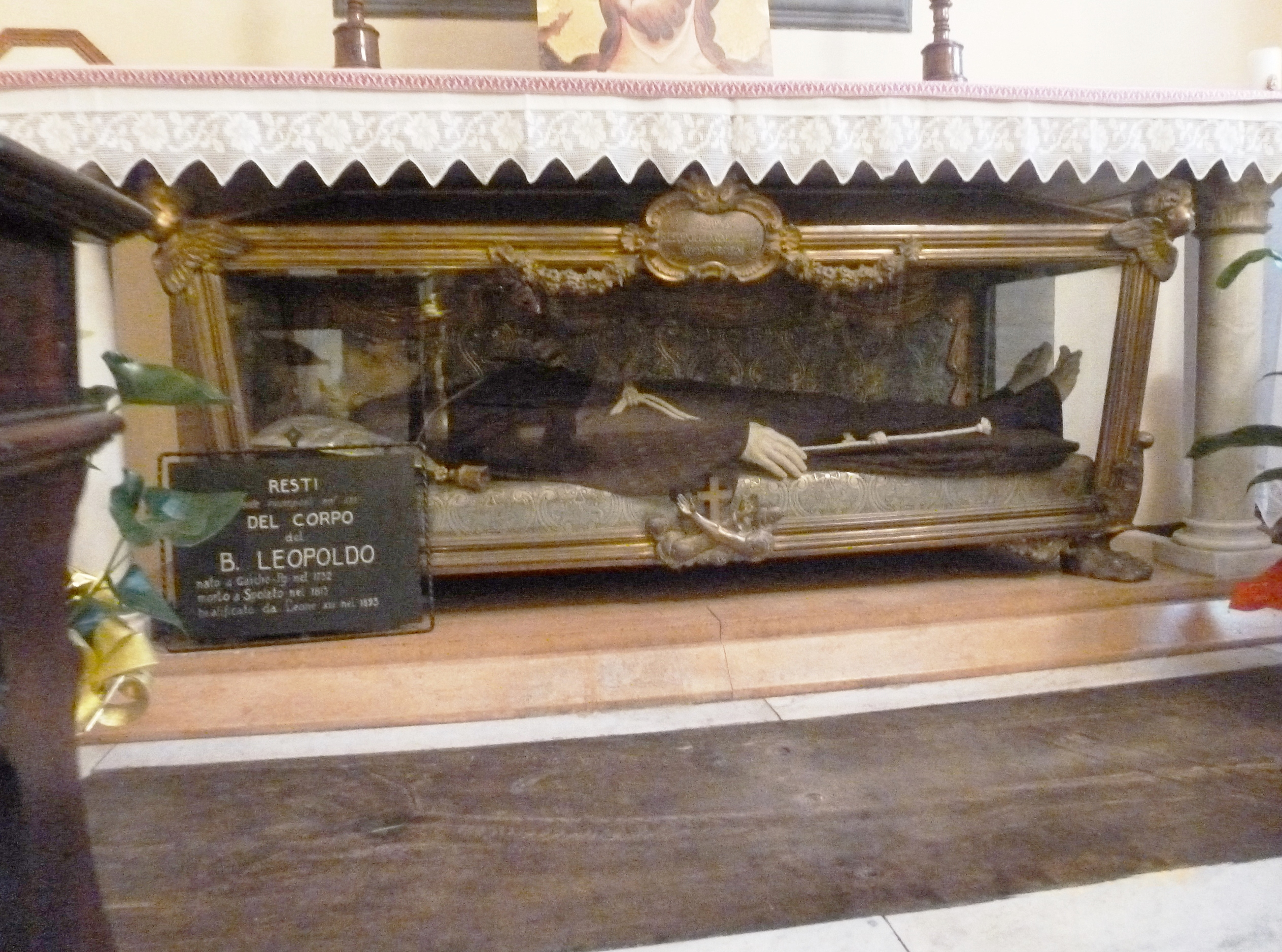
Resti del beato Leopoldo da Gaiche

- beato Simone da Collazzone nasce nel 1208 e da piccolo decide di seguire le orme di San Francesco e Santa Chiara e nel 1221 indossa l'abito da monaco. Nel 1223 dopo un'esperienza in Germania, si reca nella Valle spoletana e nel 1248 diventa ministro provinciale dell'Umbria. Muore a Spoleto il 24 aprile 1250.
- beato Andrea da Siena
- beato Antonio Zegrini da Pisa
- beato Gentile da Spoleto
- beato Paoluccio Trinci da Foligno
- beato Gregorio da Perugia, muore in convento ucciso giovanissimo dalla peste nel 1456
- beato Francesco Beccaria di Pavia, viene ucciso dalla peste, solo otto giorni dopo il suo allievo Gregorio da Perugia. A lui è dedicata una grotta non lontana da quella di Sant'Antonio di Padova all'interno del bosco sacro. Riposa a lato della cappella del beato Leopoldo.
- beato Antonio da Rimini
- beato Demetrio d'Albania arriva a Spoleto nel 1441 e vi rimane per 50 anni.[19] Muore il 10 ottobre 1491 e il suo corpo è sepolto nel Convento di San Paolo dei Frati Minori Osservanti.
- fra' Mario d'Amatrice[20]
- frate Michele di Collelungo vi trascorre i suoi ultimi 17 anni di vita; deceduto il 2 febbraio 1682, riposa nella cappella di sinistra della chiesetta[8]
- beato Cherubino da Spoleto[21]
- beato Leopoldo da Gaiche
- Vigilio da Lesmo, anche lui sepolto nella cappella di sinistra nel 1865
- beato Giovanni Maria Mastai Ferretti, arcivescovo di Spoleto e papa nel 1846 con il nome di Pio IX, ha fatto parte della fraternità del Terzo ordine francescano di Monteluco. È stato beatificato nel 2000.